# Trekanten (Aalborg Øst)
 For alternative betydninger, se Trekanten (flertydig). (Se også artikler, som begynder med Trekanten)
Trekanten – bibliotek & kulturhus er et lokalt multihus beliggende i Aalborg Øst. Foruden et bibliotek og udnyttelsen som kulturhus, er det også en café der arrangerer fællesspisning på hverdage, samt et Makerspace hvor man kan 3D printe og laserskære.

## Historie
Trekanten blev indviet i maj 1984 som "familie- og aktivitetscenter", og det var en selvejende institution med vedtægter og bestyrelse under Socialforvaltningen. Trekantens aktiviteter omfattede bl.a. værksteder, mødelokaler, café, børnehave og ungdomsklub. Funktionen som mødested ændrede sig i takt med, at de omkringværende boligforeninger byggede fælleshuse. Skole-og Kulturforvaltningen ændrede I 1997 huset til "kultur- og foreningshus". Siden da har Trekanten været en kommunal institution under Sundheds- og Kulturforvaltningen. I 2006 flytter lokalbiblioteket ind efter om- og tilbygninger året før, og Trekanten gennemgik en ny transformation til et "bibliotek & kulturhus" med følgende visioner
1. Trekanten er lokalområdets kultur-og info-center, hvis målsætning er at "understøtte borgerne i at realisere deres kulturelle projekter indenfor kultur, viden, teknologi og bæredygtighed."
  1. Et naturligt samlingssted for kulturelle oplevelser, aktiviteter, kurser, møder og samvær
  2. Et sted man henter information på såvel det fysiske som det digitale bibliotek
  3. Et omdrejningspunkt for samarbejde, koordinering og formidling om/af kulturelle tilbud
2. Trekanten er lokalområdets "fyrtårn", som:
  1. Markerer sig med arrangementer og initiativer, der synliggør lokalområdet positivt
  2. Styrker den lokale identitet og bydelens image
  3. Fremtræder fysisk som bydelens vartegn
3. Trekanten indgår i Aalborgs samlede kulturbillede, og det
  1. Supplerer øvrige kulturtilbud i Aalborg
  2. Udgør en del af den kulturpolitiske mangfoldighed i Aalborg

Den 1. januar 2010 blev Trekanten – bibliotek & kulturhus en fuldt integreret institution med én leder, ét budget og alle medarbejdere ansat under Kultur- og Fritidsafdelingen i Aalborg Kommune. Derudover indgik Trekanten en udviklingsaftale med Skole- og Kulturforvaltningen gældende for 2008-2011, og i tilknytning til aftalen blev der lavet en samarbejdsaftale med Aalborg Bibliotekerne. 
I 2013 blev Trekanten udvidet med en ny tilbygning ud mod Astrupstien i forbindelse med en større renovering af huset.  Tilbygningen bruges indgang og ellers hovedsageligt til møder og arrangementer og bliver kaldt "Orangeriet" grundet den orange gulvbelægning.

## Benyttelse
Nogle af de ting som Trekanten bliver benyttet til er:

### Bibliotek
Biblioteket er en filial af Aalborg Bibliotekerne. Der er adgang til biblioteket i de samme åbningstider som Trekanten, da en del af åbningstiden er selvbetjent.

### Faste arrangementer
På Trekanten finder en række faste arrangementer sted, nogle hver hvert år, som f.eks. loppemarkeder, fællesspisning, fastelavn og Julemandens værksted hver 1. lørdag i december.

### Foreninger
Et par foreninger har også til huse i Trekanten. Det er Foreningen Grønlandske Børn der har en afdeling og Kvarterværkstedet.

### Lokaler
For foreninger og borgere er det muligt at låne et lokale gratis. De indgår også gerne i et kulturelt samarbejde, hvis man har en god idé.
1. marts 2018 indviede Trekanten et nyt Makerspace 9220, - et værkstedstilbud,. hvor man kan printe 3D, laserskære og meget andet.

## Eksterne links
- Officiel hjemmeside

| Kultur | Spire Denne artikel om kultur er en spire som bør udbygges. Du er velkommen til at hjælpe Wikipedia ved at udvide den. |

|  | Denne artikel om en bygning eller et bygningsværk kan blive bedre, hvis der indsættes et (bedre) billede. Du kan hjælpe ved at afsøge Wikimedia Commons for et passende billede eller lægge et op på Wikimedia Commons med en af de tilladte licenser og indsætte det i artiklen. |

57°01′40″N 10°00′03″Ø / 57.0277°N 10.0008°Ø